# Бање у Демировића кући (Бања Лука)
 Бање у Демировића кући је један од објеката (хауза) у саставу Градитељској целини - Бање у махали Илиџа у Горњем Шехеру у Бања Луци, данас Месна заједница Српске Топлице, који је проглашен за национални споменик Републике Српске и Босне и Херцеговине. Настао је уз изворе термалне воде (просечне температуре износе од 33° до 36 °C) у османском периоду у Горњем Шехеру (Српске Топлице).
Објект хауза је једнопросторна грађевина са конструкцијом од масивних камених зидова и перфорисаним (функција вентилација бање) куполама од цигала, повезаних кречним малтером са додатком кокошјег јајета. Базен за купање је оивичен дрвеним клупама а дно базена је пошљунчано. Овај тип бање има различито просторно решење у односу на решења турског купатила, што је, поседица другачијег технолошког процеса (бање Горњег Шехера користе термалну воду).

## Назив
Ебин хауз - бања је добила назив по њеном последњем власнику кога су становници Горњег Шехера звали еба (стара мајка).

## Заштита
Одлуком Комисија за очување националних споменика, на основу члана V став 4 Анекса 8 Општег оквирног споразума за мир у Босни и Херцеговини и члана 39 став 1 Пословника о раду Комисије за очување националних споменика, на седници одржаној од 25. до 31. јануара 2005. године Ебин хауз - бања као део Градитељска целина - Бање у махали Илиџа у Горњем Шехеру, Бања Лука, проглашен је за национални споменик Босне и Херцеговине.

## Положај
Ебин хауз - бања се налази у махали Илиџа у Горњем Шехеру у оквиру комплекс бања у Горњем Шехеру на десној обали Врбаса, који у овом делу губи особине планинске и поприма особине равничарске реке, у просторном обухвату дефинисаном следећим границама:
- са северозападне стране је ограничен коритом ријеке Врбас дужине око 200 метра низводно од новог гвозденог моста, те границом Улице Од Змијања Рајка (ранији назив: Улица браће Алагић) у дужини око 100 м југозападно од моста;
- југозападном границом к.ч. број 662, к.о. Бања Лука III-8 (парцела на којој се налази Бањско-рекреациони центар “Шехер”);
- на југоисточној стран природном границом преласка обронака Шехитлука у равничарски део, са обронцима Бањ брда (стари назив Шехетлуци), обрасли храстом, грабом и црним бором.
- на североисточној страни к.ч. број 700, к.о. Бања Лука III-8 (Хаџи-Исаковића кућом).

## Опис добра
Специфичности махале Илиџа у којој су изграђене Бање у Демировића кући, због природних ресурса краја имају директну везу са овом грађевином. Присуство термалних изворишта на једном релативно малом просторном обухвату одразило се на градитеље бање у Демировића кући да коришћењем природних фактора, обликују простор за становање и обилато користе термалне воде (просечне температуре од 33° до 36 °C). Наиме они су унутар посебно изграђеног објекта изградили засебну просторију бању и у њу сместили бање за купање.
Првобитно су се две бање са термалном водом налазе у приземљу куће породице Маглајлић, о чему постоји податак, да бање у овој кући постоје од 1918. године, иако је сам објекат старијег датума. Године 1918. породица Маглајлић кућу је продала свештенику евангелистичке цркве Вилхелму Охлеру, који је потом кућу 1922. продао двојици браће Демировића.
Браћа Демировић је бање сместила у три просторије приземног дела левог крила куће (гледано са улице). Каде су постављене њихов врх налазио се у равни пода просторије.

## Стање ликалитета
У последње време ове бање нису у употреби, приликом обиласка није било никаквих трагова самоприлива воде и не зна се да ли су доводне дренаже зачепљене или је изменом режима токова подземних вода и поачаном експлоатацијом термалних вода на простору Илиџе дошло до трајног прекида самоизливања термалне воде код бања у Демировића кући.
Просторије у којој се налазе бање су у запуштеном стању